# Psectrocladius tunisiae
Psectrocladius tunisiae är en tvåvingeart som beskrevs av Jean-Jacques Kieffer 1918. Psectrocladius tunisiae ingår i släktet Psectrocladius och familjen fjädermyggor.
Artens utbredningsområde är Tunisien. Inga underarter finns listade i Catalogue of Life.